# Belovo (huyện)
Belovo là một huyện thuộc tỉnh Pazardzhik, Bungaria. Dân số thời điểm năm 2001 là 11069 người.